# Thành Vũ
Thành Vũ (giản thể: 成武县; phồn thể: 成武縣; bính âm: Chéngwǔ Xiàn) là một huyện của địa cấp thị Hà Trạch, tỉnh Sơn Đông, Trung Quốc. Năm 1999, dân số toàn huyện là 622.871 người.

### Trấn
| - Thành Vũ (成武镇) - Đại Điền Tập (大田集镇) - Thiên Cung Miếu (天宫庙镇) - Vấn thượng Tập (汶上集镇) | - Nam Lỗ Tập (南鲁集镇) - Bá Nhạc Tập (伯乐集镇) - Cẩu Thôn Tập (苟村集镇) | - Bạch Phù Đồ (白浮图镇) - Tôn Tự (孙寺镇) - Cửu Nữ Tập (九女集镇) |

### Hương
- Đảng Tập (党集乡)
- Trương (张楼乡)